# Alain Platel
Alain Platel (Gent, 1956) is een Vlaams regisseur en choreograaf.

## Biografie[1]
Platel zat op het Sint-Lievenscollege te Gent en studeerde vervolgens orthopedagogie. Hij verdiepte zich echter in de danswereld. In 1984 richtte hij Les Ballets C de la B op en werd in 1993 professioneel regisseur. 
In 1995 raakte hij bekend door Moeder en kind en Tristessa complice. Later kenden ook Wolf (2003) en VSPRS (2006) succes.
Hij was op 7 september 2018 een van de tientallen artiesten uit diverse landen die zijn handtekening zette onder een open brief in de Engelse krant The Guardian gericht aan de organisatoren van het Eurovisiesongfestival dat in 2019 in Israël gehouden moet gaan worden. In de brief vraagt men dringend het songfestival in een ander land te houden waar de mensenrechten beter geëerbiedigd worden: Zolang de Palestijnen geen vrijheid, gerechtigheid en gelijke rechten genieten, kan er geen sprake zijn van "business as usual" met een staat die hen hun basisrechten onthoudt. De brief haalde niets uit.
Hij is de broer van actrice Pascale Platel.

## Selectie van zijn werk[3]
- Stabat Mater (1984)
- Emma (1988)
- Lets op Bach (1991)
- Bonjour Madame (1993)
- Ja, wacht! (1993)
- Beatrijs, openluchtspektakel
- Moeder en kind (1995), met Arne Sierens
- La Tristessa Complice (1995)
- Bernadetje (1996), met Arne Sierens
- Iets op Bach (1998)
- Wolf (2003)
- VSPRS (2006)
- Gardenia (2010), samen met Frank Van Laecke
- C(h)oeurs (2012)
- tauberbach (2013)
- Ombra (2024)

## Eerbetoon
- Een documentaire werd over hem gemaakt door Carine Bijlsma.
- 2001 - Chevalier de l'Orde des Arts et des Lettres (Chevalier in de Orde van Kunsten en Letteren) te Frankrijk
- 2012 - doctor honoris causa aan de Université d'Artois
- 2015 - Commandeur de l’Orde des Arts et des Lettres (Commandeur in de Orde van Kunsten en Letteren)[4]
- 2016 - doctor honoris causa aan de Universiteit Gent
- 2016 - Gouden Penning van de Koninklijke Vlaamse Academie van België voor Wetenschappen en Kunsten

- Bibliothèque nationale de France: cb146255582 (data)
- Gemeinsame Normdatei: 133293718
- International Standard Name Identifier: 0000 0001 2136 7918
- Library of Congress Control Number: n97845917
- Nationale Bibliotheek van Tsjechië: xx0191334
- Nationale Bibliotheek van Israël: 987007411813805171
- Nederlandse Thesaurus van Auteursnamen: 15799130X
- Système universitaire de documentation: 09861455X
- Virtual International Authority File: 64261756
- WorldCat: E39PBJqFTpPV4RFh7GwFvHXmVC